# Свейлдейл (Айова)
Свейлдейл (англ. Swaledale) — місто (англ. city) в США, в окрузі Серро-Гордо штату Айова. Населення — 144 особи (2020).

## Географія
Свейлдейл розташований за координатами 42°58′35″ пн. ш. 93°18′56″ зх. д. / 42.97639° пн. ш. 93.31556° зх. д. (42.976524, -93.315470).  За даними Бюро перепису населення США в 2010 році місто мало площу 0,63 км², уся площа — суходіл.

## Демографія
Згідно з переписом 2010 року, у місті мешкало 165 осіб у 77 домогосподарствах у складі 46 родин. Густота населення становила 260 осіб/км².  Було 83 помешкання (131/км²).
Расовий склад населення:
| - 97,6 % — білих - 2,4 % — осіб інших рас |

До двох чи більше рас належало 0,0 %. Частка іспаномовних становила 3,0 % від усіх жителів.
За віковим діапазоном населення розподілялося таким чином: 20,0 % — особи молодші 18 років, 55,8 % — особи у віці 18—64 років, 24,2 % — особи у віці 65 років та старші. Медіана віку мешканця становила 48,4 року. На 100 осіб жіночої статі у місті припадало 98,8 чоловіків;  на 100 жінок у віці від 18 років та старших — 112,9 чоловіків також старших 18 років.
Середній дохід на одне домашнє господарство  становив 45 063 долари США (медіана — 38 077), а середній дохід на одну сім'ю — 45 580 доларів (медіана — 32 396). За межею бідності перебувало 23,5 % осіб, у тому числі 63,6 % дітей у віці до 18 років та 0,0 % осіб у віці 65 років та старших.
Цивільне працевлаштоване населення становило 81 осіб. Основні галузі зайнятості: освіта, охорона здоров'я та соціальна допомога — 14,8 %, транспорт — 13,6 %, виробництво — 11,1 %, роздрібна торгівля — 9,9 %.